# دست الماس
دست الماس (روسی: Бриллиантовая рука) فیلمی در ژانر کمدی، موزیکال، و ماجراجویی به کارگردانی لئونید گائدای است که در سال ۱۹۶۹ منتشر شد.

## بازیگران
- یوری نیکولین
- آناتولی پاپانف
- آندری میرنف
- نونا ماردوکووا
- لئونید کانفسکی
- سوتلانا سوتلیچنایا
- آندری فایت
- لئونید گائدای
- الکساندر خویلیا